# لين بوت (لاعب كرة قدم)
لين بوت (بالإنجليزية: Len Butt)‏ (20 ديسمبر 1893 - 1993) هو لاعب كرة قدم بريطاني (وحمل سابقاً جنسية المملكة المتحدة لبريطانيا العظمى وأيرلندا) في مركز الدفاع. لعب مع نادي بورنموث ونادي ساوثهامبتون وCowes Sports F.C. ‏ وThornycrofts (Woolston) F.C. ‏.